# Abderrahman Budda
Abderrahman Budda (1968) es un escritor saharaui en lengua española.

## Biografía
Abderrahman Budda nació en Eyderia, pueblecito al norte de El Aaiún, capital de la entonces provincia española del Sáhara español. Cursó sus estudios primarios en Tifariti y, tras la invasión marroquí en 1975, en los Campamentos de refugiados de Tinduf. Fue becado durante trece años en Cuba donde hizo estudios superiores y se graduó como electricista. Su regreso a Tinduf coincide un su vocación como escritor, publicando en 2007 su primera novela Lágrimas de alegría.
Ahora vive en Guadalajara y es miembro de la Asociación de Escritores de Castilla-La Mancha y miembro fundador de la Asociación de emigrantes saharauis de Guadalajara.
Ha publicado varias novelas: Lágrimas de alegría (2007), La niña de la Badia (2010), Tifariti, mi tierra (2011); y numerosos relatos. También participó en 2012 en la antología Primavera saharui, dedicado a los saharauis del campamento de Gdeim Izik.
Recientemente, ha publicado una obra de carácter lingüístico Huellas del castellano en el dialecto del hassaniya.